# Архів (інформатика)
Архів — файл, що містить у собі один або декілька файлів та метадані. Файли можуть бути як стиснені (без втрат), так і мати початковий розмір та структуру. Метадані можуть містити інформацію про початковий розмір файлів, інформацію про формат файлів, структуру директорій, коментарі до файлів, інформацію для відновлення архіву і т. д.
Архіви файлів створюються за допомогою спеціалізованих програм — архіваторів, які можуть бути як окремими програмами, так і частиною інших програм.
Види архіваторів:
- Файл, що складається з одного або декількох файлів і метаданих;
- Файл, що містить рівно один стиснутий файл.

Деякі архіватори та формати архівів об'єднують ці дві функції в довільному порядку — наприклад, 7-Zip, ARJ, ZIP, WinRAR. У таких випадках, якщо стиснення проводиться після об'єднання, архів називається «безперервним». Це дозволяє зменшити розмір отриманого архіву, але ускладнює відновлення при пошкодженні даних.
Маючи архів, можна отримати оригінальний файл за допомогою відповідної програми-розпакувальника (іноді об'єднаної з програмою для створення архівів).
Сам архів може складатися з декількох файлів для полегшення зберігання і перенесення великої кількості даних при обмеження на розмір однієї частини — наприклад, носія даних, або повідомлення e-mail. Такий архів називається «багатотомним».
До архіву може бути приєднаний виконуваний код, який при виконанні сам розпаковує архів. Цей код може бути повнофункціональною програмою для розпакування цього: формату архівів. Такий архів називається «саморозпакувальним» (англ. self-extracting, іноді скорочено «SFX»).
Дані в архіві можуть бути зашифровані в будь-який спосіб. При використанні універсальних архіваторів зазвичай використовується просто шифрування за паролем. При послідовному використанні tar, gzip і GnuPG вихідний файл іноді має розширення .tar.gz.gpg.